# Византийский календарь
Византи́йский календа́рь был официально утверждён императором Василием II в 988 году и использовался вплоть до падения Византийской империи в 1453 году. Он совпадал с юлианским календарём, отличаясь лишь началом года и счётом лет. Первым днём года считалось 1 сентября, а началом летосчисления 5508 год до н. э., предполагаемая дата сотворения мира. Начиная с VII века византийский календарь постепенно стал использоваться во всём православном мире, например, в Сербии и Болгарии. Использовался, в частности, и в русских летописях (с некоторыми погрешностями в 1—2 года, связанными с датами первого дня нового года и другими проблемами), а также вообще на территории России до календарной реформы Петра I в 1700 году.

## В Византии
Начинать год 1 сентября в Византии стали около 462 года, но официально это было признано в 537 году. Тем не менее некоторые византийские хронисты (Максим Исповедник, Феофан Исповедник и Георгий Синкелл) продолжали считать началом года 25 марта вплоть до X века, ведя отсчёт с 5492 или 5493 года до н. э. (считая, согласно александрийской хронологии, 25 марта этого года днём сотворения Адама).
Високосный год в византийском календаре вычислялся так же, как и високосный год в исходной версии юлианского календаря: путём удвоения шестого дня перед мартовскими календами, то есть «повторением» 24 февраля. 29 февраля объявили високосным днём только в Позднее Средневековье.

### Названия месяцев
- Ἰανουάριος (в честь Януса, бога открытых дверей; месяц, открывающий год);
- Φεβρουάριος (от februm — «очищение»; месяц покаяния, очищения, поклонения мёртвым);
- Μάρτιος (в честь бога войны Марса);
- Ἀπρίλιος (от aperire — «раскрывать»; месяц раскрывающихся на деревьях почек);
- Μάϊος (в честь богини Майи);
- Ἰούνιος (в честь богини Юноны);
- Ἰούλιος (в честь императора Юлия Цезаря)
- Αὔγουστος (в честь императора Августа);
- Σεπτέμβριος (седьмой по порядку, считая началом года не январь, а март);
- Ὀκτώβριος (восьмой);
- Νοέμβριος (девятый);
- Δεκέμβριος (десятый)[2][3].

### Как вычислялась дата
За исходную точку летоисчисления была принята христианская эра от «сотворения мира», причём существовало около 200 различных вариантов, важнейшим из них является византийская эра, созданная в 353 году. В основу многих эр было положено соотношение между числом «дней творения мира» и продолжительностью его существования. Это соотношение было взято из Библии: «И сотворил Бог человека по образу Своему <…> И был вечер, и было утро: день шестой» (Быт. 1:27—31), «у Господа один день, как тысяча лет, и тысяча лет, как один день» (2Пет. 3:8). Основываясь на этих библейских утверждениях, христианские богословы пришли к выводу, что поскольку «Адам был создан в середине шестого дня творения», то «Христос пришёл на Землю в середине шестого тысячелетия», то есть около 5500 года от «сотворения мира».

Существует мнение, что Шестой Вселенский Собор установил дату летоисчисления: от библейского «сотворения мира» с началом 1 сентября 5509 г. до н. э. Однако среди 102 правил этого Собора нет особого правила, касающегося начала летоисчисления. В контексте 3-го правила есть упоминание года: 
Согласно определяем, чтобы связавшиеся вторым браком, и даже до пятьнадцатаго дня протекшаго месяца января, минувшаго четвертаго индикта, шесть тысяч сто девяносто девятого года, остававшиеся в порабощении греху, и не восхотевшие изтрезвиться от него, подлежали каноническому извержению из своего чина.
 При императоре Диоклетиане в Римской империи каждые 15 лет проводилась переоценка имущества с целью установления величины налогов. Порядковые номера годов в каждом 15-летнем промежутке назывались индикты. В 312 году при императоре Константине это счисление было введено официально, причём счёт начинался с 23 сентября. В 462 году из практических соображений начало года и отсчёта индиктов было перенесено на 1 сентября. Создатели византийской эры решили, что в первый год от Сотворения мира должны начинаться сразу все три цикла: 19-летний лунный, 28-летний солнечный и 15-летний индиктовый циклы.
Использовались две даты начала года, периодически параллельно: 1 марта и 1 сентября.

## Римская церковь
Западная церковь так и не приняла полностью систему отсчета от «сотворения мира» (Anno Mundi) и поначалу не создавала хронологий, основанных на Вульгате, которые отличались бы от восточных расчётов по Септуагинте. Поскольку Вульгата была завершена всего за несколько лет до разграбления Рима готами, и из-за политических потрясений, позже последовавших на Западе, было мало времени для подобных разработок. Каковы бы ни были причины, Запад в конечном счете стал полагаться на независимо разработанную систему отсчета эпох от Рождества Христова. Датировка от «сотворения мира» продолжала представлять интерес по литургическим причинам; поскольку это имело прямое отношение к вычислению даты Рождества и Страстей Христовых.
Беда Достопочтенный в своей «Мировой хронике» (глава 66 его De temporum ratione), в начале VIII века был одним из первых, кто отошёл от стандартной даты создания по Септуагинте, датировал события, используя эпоху, полученную по Вульгате и определил год рождения Христа, как 3952 от СМ, но был обвинен в ереси епископом Вильфридом Йоркским, потому что его хронология противоречила принятым расчётам около 5500 года до нашей эры.
Архиепископ Виеннский Адон (около 874 года) в своём труде «Хроника», также отдал предпочтение хронологии латинского перевода Библии. Со времени же Тридентского собора (1545—1563 годы), на котором этот перевод Библии был объявлен каноническим, господствующей в Западной Европе окончательно стала короткая хронологическая шкала.

## В России
На Руси Византийский календарь был известен под названием «Миротворного круга», «Церковного круга» и «Великого индиктиона». Для записи номеров лет и чисел месяца использовалась кириллическая система счисления.
Царь Пётр I только частично реформировал использовавшийся в России византийский календарь, введя всего два элемента, заимствованные из Григорианского календаря:
1. началом Нового года считать 1 января;
2. летосчисление вести от Рождества Христова.

### Названия месяцев
На Руси латинские имена приобрели русифицированную форму, но в некоторых, наиболее ранних источниках они встречаются и в форме, совсем приближающейся к латинскому прообразу:
- январь: енуар, генуар, генварь.
- февраль: фебруар, февруар.
- март: марц.
- апрель: априль.
- май: маий.
- июнь: иуний.
- июль: иулий.
- август: аугуст.
- сентябрь: сепптеврий, сентямбрь, септябрь.
- октябрь: октомбрий, охтоврий.
- ноябрь: новембрий.
- декабрь: декембрий.

### Погрешности в летописях
Исследователи отмечают, что во многих летописях, в частности в «Повести временных лет» используется сразу несколько вариантов датировок, не обязательно константинопольская эра. Также там встречаются:
- Александрийская эра — 29 августа 5492 года до н. э.[13][прим 1]
- Антиохийская эра — 1 сентября 5500 года до н. э.[прим 2]
- Старовизантийская эра — 5504 год до н. э.[прим 3]
- Девятеричная эра — 5509 год до н. э.
- Десятеричная эра — 5510 год до н. э.
- Одиннадцатиричная эра — 5511 год до н. э.

Также скольжение дат может происходить в связи с разностью начала года — в сентябре или марте. Из-за перевода дат византийского сентябрьского года на славянский мартовский возможны ошибки на один год (мартовский и ультрамартовский стили).

### Хронологические рамки
Как считается, на Руси Константинопольская эра использовалась начиная с XI века. В 1492 году был сделан окончательный выбор в пользу сентябрьского стиля (когда начало года приходилось на 1 сентября). Тогда при Иване III Московский церковный собор возглавляемый митрополитом Зосимой принял решение считать летосчисление вместо 1 марта с 1 сентября, как было принято в Византии. Этим подчеркивалось, что Москва считала себя преемницей Константинополя (Второго Рима), что имело большое значение для самосознания русского государства как Третьего Рима.
Последним днём по этому летосчислению было 31 декабря 7208 года; по указу Петра I следующий день уже официально считался по новому летосчислению от «рождества Христова» — 1 января 1700 года. Одновременно был изменён и стиль на январский, год стал начинаться 1 января.

## Церковный календарь
Византийский календарь до сих пор принят в старообрядчестве и некоторых православных церквах, и 1 сентября (в церквах, использующих юлианский календарь — 14 сентября н. ст.) отмечается церковное новолетие.
Для перевода даты Нашей эры в дату Византийской эры необходимо с января по август к текущему году добавлять 5508 лет, а с сентября по декабрь — 5509 лет. 14 сентября 2024 года по григорианскому календарю наступил новый 7533 год «от сотворения мира».

## Комментарии
1. ↑  Лаврентьевская летопись (ПСРЛ, т. 1, Л., 1926, стлб. 17—18: …тѣмже ѿселе почнем . и числа положимъ . ꙗко ѿ адама до потопа . лѣⷮ҇ . [҂д҃ . с҃ .] м҃ . и . в҃ (2242) . а ѿ потопа до ѡврама . лѣⷮ҇ ҂а҃ (1000) . и . п︮в︯ (82) а ѿ аврама до исхоженьꙗ моисѣєва [лѣтъ . у҃ . л҃ (430) . а (ѿ) исхоженьꙗ моисѣова] . до дв҃да . лѣⷮ҇ . х҃ (600) . и . а҃ (1) . а ѿ дв҃да и ѿ начала црⷭ҇тва соломонѧ . до плѣненьꙗ ꙗрлм҃лѧ . лѣⷮ҇ . у҃ . м҃ . и҃ (448) . а ѿ плѣненьꙗ до ѡлексанъдра лѣⷮ҇ . т҃ . и︮і︯ (318) . а ѿ ѡлексанъдра до рж҃ва х︮в︯а лѣт . т҃ . г︮і︯ (333)…Однако произошла ошибка, и число 640 сократилось до 601, а если суммировать данные числа с заменой 601 на 640, получится 5493 год.
2. ↑  Эта эра отражается и в летописях таким образом. В статье 986 года по Лаврентьевскому и Ипатьевскому спискам: «В год 5500 послан был Гавриил в Назарет к Деве Марии…». Существует и датировка этой эры как 5969 год до н. е., но в летописях такая не использовалась
3. ↑  Согласно ей, от Адама до Потопа 2262 года, от Потопа до рождения Авраама 1082 года, от Авраама до Выхода 430, от Выхода до Соломона 631 (а не 601) год, потом 448 лет до пленения Ерусалима, 318 лет до Александра, а от него 333 года до Христа. В сумме эти числа дают 5504 год. Эта эра использовалась в ПВЛ, в датировках событий до 870 года, и 2 или 3 раза после него.